# Eva Longoria
Eva Jacqueline Longoria (ur. 15 marca 1975 w Corpus Christi) – amerykańska aktorka i modelka.
Popularność przyniosły jej role w serialu telewizyjnym Gotowe na wszystko oraz w komedii Nawiedzona narzeczona. Jest twarzą firmy kosmetycznej L’Oréal Paris oraz lodów Magnum. Od 2007 roku prezentuje nową kolekcję sportowo-wakacyjną Bebe Sport.

## Życiorys

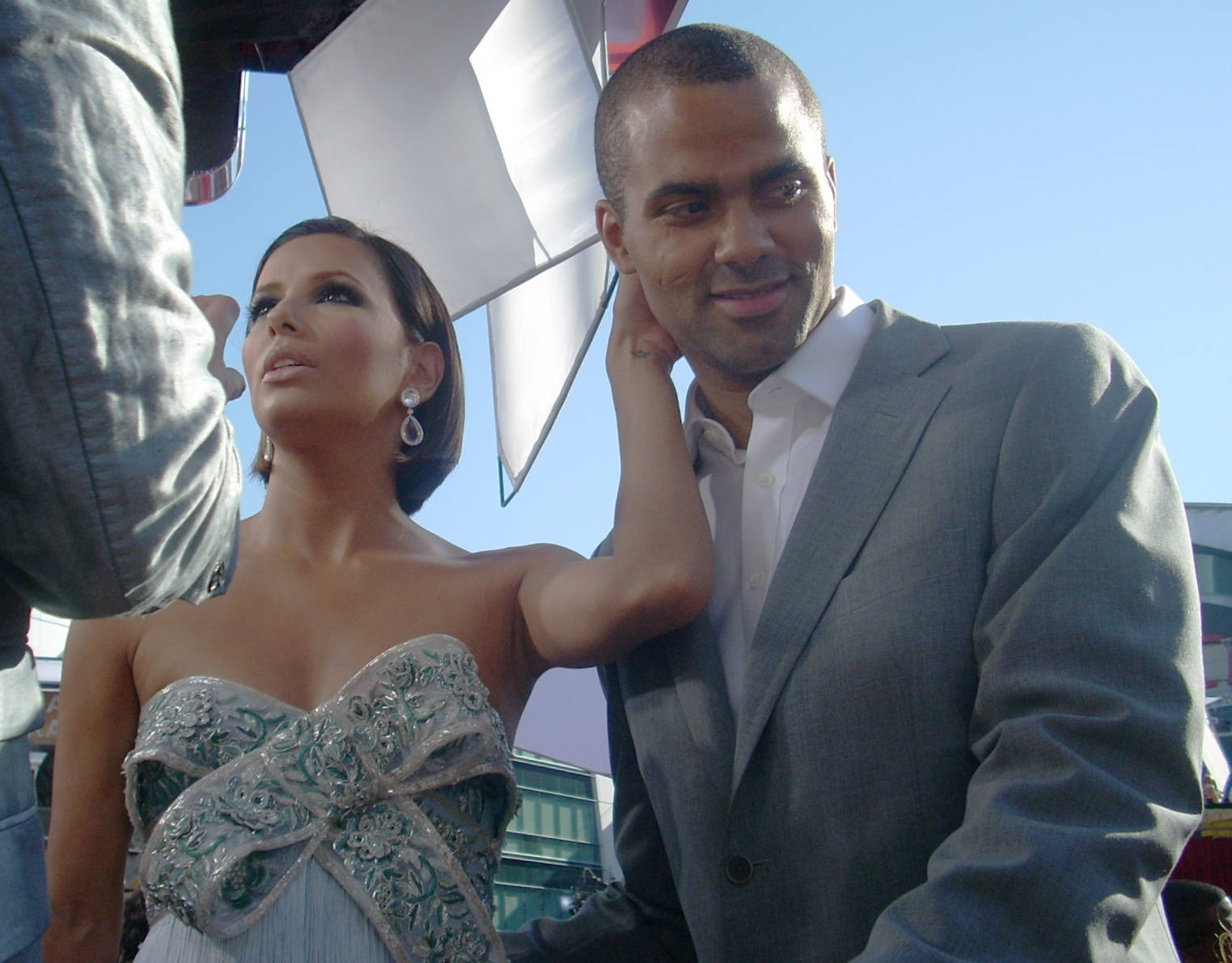
Eva i Tony na rozdaniu nagród Emmy (2008)

Córka Enrique Longorii Jr. oraz Elly Evy Mireles. Wychowywała się w katolickiej rodzinie meksykańskiego pochodzenia wraz z trzema starszymi siostrami – Elizabeth, Emily i Esmeraldą. W 1997 wybrano ją Miss Corpus Christi USA.
Po ukończeniu szkoły średniej zapisała się na Texas A&M University w Kingsville, gdzie zdobyła licencjat (Bachelor of Science) z kinezjologii. Po college’u miała robić karierę naukową, jednak wcześniej wzięła udział w konkursie talentów, który zawiódł ją aż do Los Angeles. Tam początkowo miała problemy z otrzymaniem jakiekolwiek roli. Przełomowym momentem był angaż do popularnej opery mydlanej braci Bell Żar młodości. Dzięki temu serialowi szersza publiczność oraz producenci filmowi docenili jej umiejętności aktorskie. Dużą popularność zdobyła dzięki roli w serialu Gotowe na wszystko; wcieliła się w nim w rolę Gabrielle Solis.
Magazyn Maxim uczcił setne wydanie numeru budując wielką okładkę z jej wizerunkiem w skąpym bikini na pustyni w Las Vegas. Eva Longoria Parker została wybrana przez czytelników pisma najseksowniejszą kobietą świata. Replika okładki miała wymiary 23 na 34 metry.
6 marca 2008 otworzyła własną restaurację BESO (w języku hiszpańskim pocałunek) w West Hollywood.
Poprowadziła galę rozdania europejskich nagród muzycznych MTV Europe Music Awards 2010 w Madrycie.
Wystąpiła w teledysku Jessiki Simpson Public Affair.

### Życie prywatne
W latach 2002–2004 była żoną aktora Tylera Christophera. 7 lipca 2007 poślubiła koszykarza Tony’ego Parkera, ale 16 listopada 2010 złożyła pozew o rozwód, który doszedł do skutku w 2011. Od 2016 jest żoną José Antonio Bastóna, z którym ma syna, Santiago Enrique (ur. 18 czerwca 2018).

## Filmografia
- 2001–2003: Żar młodości (The Young and the Restless) jako Isabella Braña
- 2003–2004: Obława (Dragnet) jako detektyw Gloria Duran
- 2003: Snitch’d jako Gabby
- 2004–2012: Gotowe na wszystko (Desperate Housewives) jako Gabrielle Solis
- 2004: Carlita’s Secret jako Carlita
- 2004: Medium (The Dead Will Tell) jako Jeanie
- 2004: Señorita Justice jako Roselyn Martinez
- 2005: Hustler’s Instinct jako Vanessa Santos
- 2005: Ciężkie czasy (Harsh Times) jako Sylvia
- 2006: Strażnik (The Sentinel) jako Jill Marin
- 2007: Dziewczyna moich koszmarów (The Heartbreak Kid) jako Consuelo Cantrow
- 2008: Nawiedzona narzeczona (Over Her Dead Body) jako Kate Spencer
- 2008: Ciało bardzo niepedagogiczne (Lower Learning) jako Rebecca Seabrook
- 2011: Bez mężczyzn (Without Men) jako Rosalba Viuda de Patiño
- 2012: Cristiada (For Greater Glory) jako Tulita Gorostieta
- 2012: Foodfight! jako Lady X (głos)
- 2012: Bracia Oodie (The Baytown Outlaws) jako Celeste Martin
- 2013: Mroczna prawda (A Dark Truth) jako Mia Francis
- 2014: Frontera jako Paulina Ramirez
- 2015–2016: Telenovela jako Ana Sofia Calderon
- 2015: Mroczne wizje (Visions) jako Eileen
- 2016: Pokojówki z Beverly Hills (Devious Maids) jako ona sama
- 2016: Lowriders jako Gloria Alvarez
- 2016: Un Cuento de Circo & A Love Song jako Angela
- 2017: Imperium (Empire) jako Charlotte Frost
- 2018: I że ci nie odpuszczę (Overboard) jako Theresa
- 2018: Dog Days jako Grace
- 2019: Dora i Miasto Złota jako Elena

## Nagrody
- 2004: Hollywood Life's
- 2005: Screen Actors Guild Awards
- 2007: Bambi Awards
- 2007: People’s Choice Awards